# Contatos transoceânicos pré-colombianos

Mapa-múndi centrado na América.

As reivindicações de contatos transoceânicos pré-colombianos referem-se a visitas, descobertas ou interações entre povos indígenas da América com povos de África, Ásia, Europa ou Oceania antes da chegada de Cristóvão Colombo no Caribe em 1492.
Dois casos clássicos de contato pré-colombiano têm apoio generalizado entre o mainstream científico e acadêmico. Há evidências consideráveis em apoio de explorações bem-sucedidas que levaram ao assentamento nórdico da Groenlândia e ao assentamento de L'Anse aux Meadows na Terra Nova, atual Canadá, cerca de 500 anos antes de Colombo.
As respostas científicas e acadêmicas a outras reivindicações de contato pré-colombianas têm variado. Algumas dessas declarações de contato são examinadas em fontes respeitáveis revisadas por pares. Outras reivindicações de contato, tipicamente baseadas em interpretações circunstanciais e ambíguas de achados arqueológicos, comparações culturais, comentários de documentos históricos e relatos narrativos, foram descartadas como ciência marginal ou pseudoarqueologia.